# Coupe de Tunisie de football 1998-1999
Navigation
Coupe de Tunisie 1997-1998 Coupe de Tunisie 1999-2000
La coupe de Tunisie de football 1998-1999 est la 43e édition de la coupe de Tunisie, la 68e depuis 1923. C'est une compétition à élimination directe mettant aux prises des centaines de clubs de football amateurs et professionnels à travers la Tunisie. Elle est organisée par la Fédération tunisienne de football (FTF) et ses ligues régionales.
En raison du projet de réorganisation des compétitions qui devait commencer la saison suivante, la rétrogradation est annulée et seize clubs sont admis en Ligue I et 32 dans les deux poules de la division d'honneur - Ligue II. Comme six clubs de Ligue I sont qualifiés directement pour les huitièmes de finale et les dix autres entament la compétition à partir des seizièmes de finale, il ne reste que peu de places pour les divisionnaires obligés de passer par des éliminatoires longues et fastidieuses pour un maigre résultat. L’Espérance sportive de Tunis bat à nouveau son rival, le Club africain, dans une finale très disputée et qui nécessite des prolongations. Cette édition enregistre de graves incidents à Béja lors des demi-finales, avec la mort d'une personne, mais ni la fédération ni les autorités nationales ne prennent la moindre décision.

## Résultats

### Troisième tour éliminatoire
Après l’élimination de 32 clubs de la division 1 (Ligue III) au premier tour puis de seize autres au deuxième tour, la compétition se poursuit pour qualifier huit clubs. En même temps, la clubs de la division d’honneur (Ligue II) entrent en lice.
- Division d'honneur (Ligue II Nord) :
  - Association sportive de l'Ariana - Association sportive Ittihad : 1 - 1 (tirs au but)
  - Stade soussien - Union sportive de Siliana : 1 - 0
  - Club sportif des cheminots - Kalâa Sport : 3 - 1 (a. p.)
  - Association sportive d'Oued Ellil - El Ahly Mateur : 1 - 0
  - Grombalia Sports - STIR sportive de Zarzouna : 3 - 0
  - Football Club de Jérissa - Jendouba Sports : 0 - 0 (4 - 5, t. a. b.)
  - Stade africain de Menzel Bourguiba - Sporting Club de Ben Arous : 3 - 1 (a. p.)
  - Étoile sportive du Fahs - Association Mégrine Sport : 3 - 1 (a. p.)

- Division d'honneur (Ligue II Sud) :
  - Espoir sportif de Jerba Midoun - Club olympique de Sidi Bouzid : Forfait
  - El Gawafel sportives de Gafsa - Avenir sportif de Gabès : 1 - 0
  - Sfax railway sport - El Makarem de Mahdia : 1 - 2
  - Ennahdha sportive de Jemmel - Croissant sportif de Redeyef : 2 - 0
  - Club sportif hilalien - Union sportive de Ben Guerdane : Forfait
  - Avenir sportif de Kasserine - Association sportive de Djerba : 2 - 1
  - Badr sportif d’El Aïn - Union sportive de Tataouine : 1 - 0
  - Océano Club de Kerkennah - Stade sportif sfaxien : 1 - 0
- Divisions 1 Nord et Nord-Ouest :
  - Club sportif de Makthar - Club sportif de Korba : 2 - 1
  - Stade nabeulien - En-Nadi Landoulsi : 5 - 0
  - Baâth sportif de Mohamedia - Espoir sportif de Hammam Sousse : 1 - 2
  - Croissant sportif de M'saken - Hirondelle sportive de Kalâa Kebira : 2 - 0
- Divisions 1 Centre et Sud :
  - Club Ahly sfaxien - Étoile sportive de Métlaoui : 1 - 1 (2 - 3, t. a. b.)
  - Oasis sportive de Kébili - Progrès sportif de Sakiet Eddaïer : Forfait
  - Union sportive de Sayada - Teboulbou Sport de Gabès : Forfait
  - La Palme sportive de Tozeur - Stade sportif gafsien : 1 - 0

### Quatrième tour éliminatoire
Vingt rencontres sont disputées pour qualifier vingt clubs au tour suivant.
- Division d'honneur (Ligue II Nord) :
  - Association sportive de l'Ariana - Stade soussien : 0 - 1
  - Club sportif des cheminots - Association sportive d'Oued Ellil : 2 - 0
  - Grombalia Sports - Jendouba Sports : 1 - 0
  - Stade africain de Menzel Bourguiba - Étoile sportive du Fahs : 2 - 1
- Division d'honneur (Ligue II Sud) :
  - Espoir sportif de Jerba Midoun - El Gawafel sportives de Gafsa : 2 - 0
  - El Makarem de Mahdia - Ennahdha sportive de Jemmel : 2 - 0
  - Club sportif hilalien - Avenir sportif de Kasserine : 1 - 2
  - Badr sportif d’El Aïn  - Océano Club de Kerkennah : 0 - 0 (4 - 2, t. a. b.)
- Divisions 1 Nord et Nord-Ouest :
- *Club sportif de Makthar - Stade nabeulien
  - Espoir sportif de Hammam Sousse - Croissant sportif de M'saken : 1 - 1 (5 - 4, t. a. b.)
- Divisions 1 Centre et Sud :
- Étoile sportive de Métlaoui - Oasis sportive de Kébili : 1 - 1 (2 - 3, t. a. b.)
- Union sportive de Sayada - La Palme sportive de Tozeur : 2 - 1

### Cinquième tour éliminatoire (mixte)
Il doit qualifier dix clubs parmi les vingt encore en course (huit de la division d'honneur, quatre des divisions 1 et huit clubs représentant les ligues régionales). Les résultats sont les suivants :
- Club sportif des cheminots - Union sportive d'Ajim (Ligue régionale de Gabès) : 6 - 1
- Stade soussien - Espoir sportif de Hammam Sousse : 0 - 0 (4 - 3, t. a. b.)
- Espoir sportif de Haffouz (Ligue régionale de Sousse) - Espoir sportif de Jerba Midoun : 0 - 2
- Club sportif de Makthar - Ezzahra Sports (Ligue régionale de Tunis-Cap Bon) : 3 - 0
- Baâth sportif d'Essouassi (Ligue régionale de Sfax) - Stade africain de Menzel Bourguiba : 2 - 2 (4 - 5, t. a. b.)
- El Makarem de Mahdia - Gazelle sportive de Moularès (Ligue régionale de Gafsa) : 2 - 1
- Grombalia Sports - Badr sportif d’El Aïn : 1 - 1 (1 - 4, t. a. b.)
- Avenir sportif de Kasserine - Nouhoudh sportif de Sidi Alouane (Ligue régionale de Monastir) : 5 - 1
- Oasis sportive de Kébili - Thala Sports (Ligue régionale de Le Kef) : 3 - 0
- Association sportive de Ghardimaou (Ligue régionale de Bizerte) - Union sportive de Sayada : 2 - 1

### Seizièmes de finale
Ce tour regroupe les dix clubs qualifiés du tour précédent et dix clubs de la Ligue I, les six premiers classés du championnat précédent étant qualifiés d’office pour les huitièmes de finale.
| Date            | Équipe 1                           | Équipe 2                       | Score 90'         | Score Prol. | Tirs au but |
| 9 décembre 1998 | El Makarem de Mahdia               | Oasis sportive de Kébili       | 1 - 1             | 3 - 1       |             |
| 9 décembre 1998 | Union sportive monastirienne       | Avenir sportif de Kasserine    | 3 - 0             |             |             |
| 9 décembre 1998 | Espérance sportive de Zarzis       | Badr sportif d’El Aïn          | 1 - 0             |             |             |
| 9 décembre 1998 | Association sportive de Ghardimaou | Club sportif des cheminots     | 0 - 1             |             |             |
| 9 décembre 1998 | Club olympique des transports      | Club athlétique bizertin       | 0 - 1             |             |             |
| 9 décembre 1998 | Olympique du Kef                   | Stade tunisien                 | 0 - 0             | 0 - 0       | 6 - 7       |
| 9 décembre 1998 | Étoile sportive de Béni Khalled    | Stade soussien                 | 3 - 0             |             |             |
| 9 décembre 1998 | Club olympique de Médenine         | Club sportif de Hammam Lif     | 2 - 4             |             |             |
| 9 décembre 1998 | Stade africain de Menzel Bourguiba | Jeunesse sportive kairouanaise | 1 - 1             | 1 - 3       |             |
| 9 décembre 1998 | Club sportif de Makthar            | Espoir sportif de Jerba Midoun | 0 - 1             |             |             |
| -               | Olympique de Béja                  | -                              | Qualifié d’office |             |             |
| -               | Club africain                      | -                              | Qualifié d’office |             |             |
| -               | Avenir sportif de La Marsa         | -                              | Qualifié d’office |             |             |
| -               | Étoile sportive du Sahel           | -                              | Qualifié d’office |             |             |
| -               | Club sportif sfaxien               | -                              | Qualifié d’office |             |             |
| -               | Espérance sportive de Tunis        | -                              | Qualifié d’office |             |             |

### Huitièmes de finale
| Date           | Équipe 1                        | Équipe 2                     | Score 90' | Score Prol. | Tirs au but |
| 3 janvier 1999 | Espérance sportive de Zarzis    | Étoile sportive du Sahel     | 0 - 0     | 0 - 0       | 3 - 2       |
| 3 janvier 1999 | Étoile sportive de Béni Khalled | Olympique de Béja            | 0 - 2     |             |             |
| 3 janvier 1999 | El Makarem de Mahdia            | Stade tunisien               | 0 - 1     |             |             |
| 3 janvier 1999 | Espoir sportif de Jerba Midoun  | Club africain                | 0 - 1     |             |             |
| 3 janvier 1999 | Espérance sportive de Tunis     | Club sportif sfaxien         | 1 - 0     |             |             |
| 3 janvier 1999 | Club sportif des cheminots      | Avenir sportif de La Marsa   | 0 - 2     |             |             |
| 3 janvier 1999 | Jeunesse sportive kairouanaise  | Union sportive monastirienne | 0 - 0     | 0 - 0       | 4 - 1       |
| 3 janvier 1999 | Club athlétique bizertin        | Club sportif de Hammam Lif   | 3 - 1     |             |             |

### Quarts de finale
| Date        | Équipe 1                       | Équipe 2                     | Score 90' | Score Prol. | Tirs au but |
| 7 mars 1999 | Club africain                  | Club athlétique bizertin     | 3 - 1     |             |             |
| 7 mars 1999 | Jeunesse sportive kairouanaise | Espérance sportive de Zarzis | 4 - 0     |             |             |
| 7 mars 1999 | Stade tunisien                 | Olympique de Béja            | 0 - 0     | 0 - 0       | 0 - 2       |
| 7 mars 1999 | Avenir sportif de La Marsa     | Espérance sportive de Tunis  | 0 - 3     |             |             |

### Demi-finales
| Date         | Équipe 1          | Équipe 2                       | Score 90'                       | Score Prol. | Tirs au but |
| 15 juin 1999 | Club africain     | Jeunesse sportive kairouanaise | 2 - 1                           |             |             |
| 15 juin 1999 | Olympique de Béja | Espérance sportive de Tunis    | 1 - 1 (match arrêté à Béja)     |             |             |
| 17 juin 1999 | Olympique de Béja | Espérance sportive de Tunis    | 1 - 2 (match disputé à Bizerte) |             |             |

### Finale
| Date             | Équipe 1                    | Équipe 2      | Score 90' | Score Prol. | Tirs au but |
| 1er juillet 1999 | Espérance sportive de Tunis | Club africain | 1 - 1     | 2 - 1       |             |

Le match est arbitré par un trio italien composé de Pierluigi Collina, Marcello Gini et Gianpiero Gregori. Les buts sont marqués par Radhi Jaïdi (21e min), Hassen Gabsi (118e min) pour l’Espérance sportive de Tunis et par Jameleddine Limam (90e sur penalty) pour le Club africain. Les finalistes sont :
- Espérance sportive de Tunis (entraîneur : Youssef Zouaoui) : Chokri El Ouaer, Tarek Thabet, Walid Azaiez, Radhi Jaïdi, Khaled Badra, Sirajeddine Chihi, Hassen Gabsi, Maher Kanzari, Makaya Nsilulu (puis Faysal Ben Ahmed), Edith Agoye (puis Gabriel Okolozi), Ali Zitouni (puis Bechir Sahbani)
- Club africain (entraîneur : René Exbrayat) : Khaled Fadhel, Mehrez Ben Ali, Mohamed Aziz Khouini, Sabri Jaballah, Rezki Amrouche, Hamdi Marzouki, Nabil Kouki, Sofian Ghazghazi (puis Igor Sosso), Raouf Bouzaiene, Mihály Tóth (puis Belhassen Aloui), Jameleddine Limam

## Meilleur buteur
Le Sénégalais Cheikh Diop (Jeunesse sportive kairouanaise) est le meilleur buteur de l’édition avec quatre buts. 